# ليدار

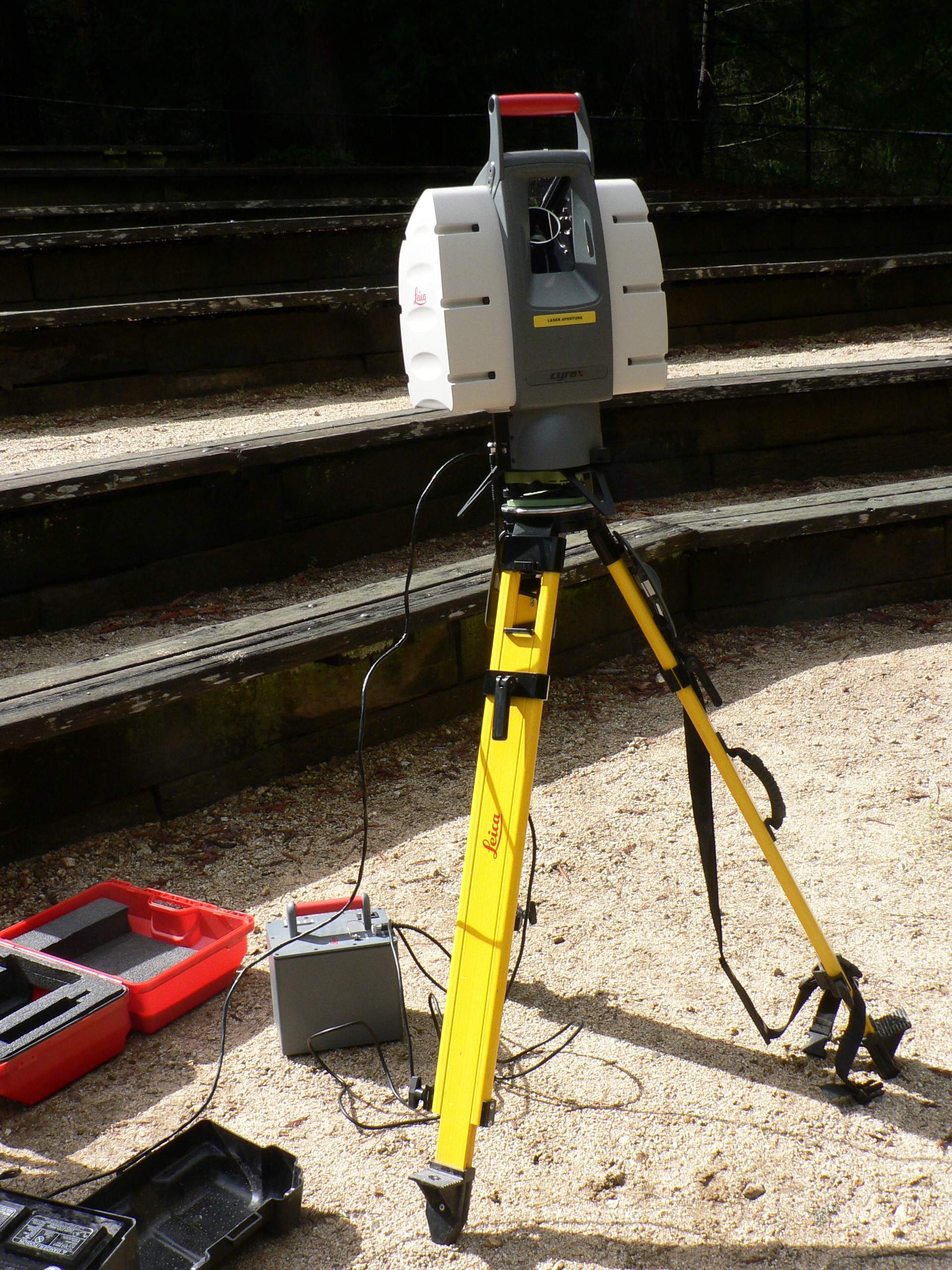

الليدار أو اللادار هو تحديد المدى عن طريق الضوء أو الليزر، وهي تقنية استشعار عن بعد بنبضات من الضوء، عادة ما تكون أشعة ليزر وتُحسب بها مسافات أو خصائص الأهداف المرصودة. (بالإنجليزية Light Detection And Ranging)
يُستخدم مصطلح ليدار أحيانًا بمعنى رادار ليزر أو (Laser Radar) مع أن هذه التقنية لا تستخدم موجات الراديو أو موجات صغرية ولذلك فهى لا تعد رادار بمعنى الكلمة.